# Gigalitz
Gigalitz est une montagne qui s’élève à 3 001 m d’altitude dans les Alpes de Zillertal, en Autriche.